# Каменар, Любош
Лю́бош Ка́менар (словац. Ľuboš Kamenár; род. 17 июня 1987, Трнава, Западно-Словацкий край) — словацкий футболист, вратарь клуба «Спартак» (Трнава). Выступал в национальной сборной Словакии.

## Карьера

### Клубная
Воспитанник трнавского «Спартака», в котором начал и профессиональную карьеру. Дебютировал в основном составе «Спартака» 18 июля 2004 года в матче 3-го раунда Кубка Интертото против клуба «Славен Белупо» из города Копривница, дебют для Любоша оказался довольно удачным, поскольку он смог сохранить свои ворота в неприкосновенности, а встреча в итоге завершилась вничью 0:0. Помимо этого, сыграл в сезоне 2003/04 и 1 матч в чемпионате. В следующем сезоне принял участие уже в 4-х матчах команды, после чего, в 2005 году, перешёл в братиславский клуб «Артмедиа Петржалка», в составе которого успел дебютировать в сезоне 2004/05, благодаря чему, вместе с командой, стал чемпионом Словакии и обладателем Суперкубка. В следующих 2-х сезонах сыграл в 44 матчах и дважды стал вице-чемпионом страны, помимо этого, участвовал в матчах Кубка УЕФА, сыграл в обеих встречах 1/16 финала сезона 2005/06 против софийского «Левски». В сезоне 2007/08 провёл 25 матчей, благодаря чему во второй раз в карьере стал чемпионом и, помимо этого, впервые обладателем Кубка Словакии. В 2008 году провёл в составе «Артмедии» 6 матчей в квалификационных раундах Лиги чемпионов, в которых пропустил 8 мячей, причём, 5 из них в последнем, 3-м раунде от «Ювентуса», из которых 4 в выездном матче в Турине. В сезоне 2008/09 принял участие в 30 играх и стал, в составе команды, финалистом Кубка, после чего, 2 июля 2009 года, переехал во Францию, в клуб «Нант» из одноимённого города, с которым подписал 5-летний контракт.
В составе «Нанта» дебютировал 10 августа в выездном матче против клуба «Кан» из одноимённого города, в той игре Любош пропустил 1 гол, а его команда проиграла встречу со счётом 0:1.
В своём первом сезоне сыграл в 35 матчах, а его клуб занял 15-е место в Лиге 2. В следующем сезоне потерял место в основе и уехал в аренду в турецкий Сивасспор. В 2011 уехал в аренду в пражскую Спарту.

### В сборной
С 2004 по 2006 год выступал за юношескую сборную, провёл в её составе 15 матчей. С 2007 по 2008 год играл в составе молодёжной сборной, цвета которой защищал в 10 матчах.
В составе главной национальной сборной Словакии дебютировал 11 октября 2008 года, выйдя в стартовом составе проходившего в Серравалле отборочного матча к чемпионату мира 2010 года против сборной Сан-Марино, в котором словаки одержали победу со счётом 3:1.

## Достижения
«Артмедиа Петржалка»
- Чемпион Словакии (2): 2004/05, 2007/08
- Вице-чемпион Словакии (2): 2005/06, 2006/07
- Обладатель Кубка Словакии (1): 2007/08
- Финалист Кубка Словакии (1): 2008/09
- Обладатель Суперкубка Словакии (1): 2005